# Buick Envision S

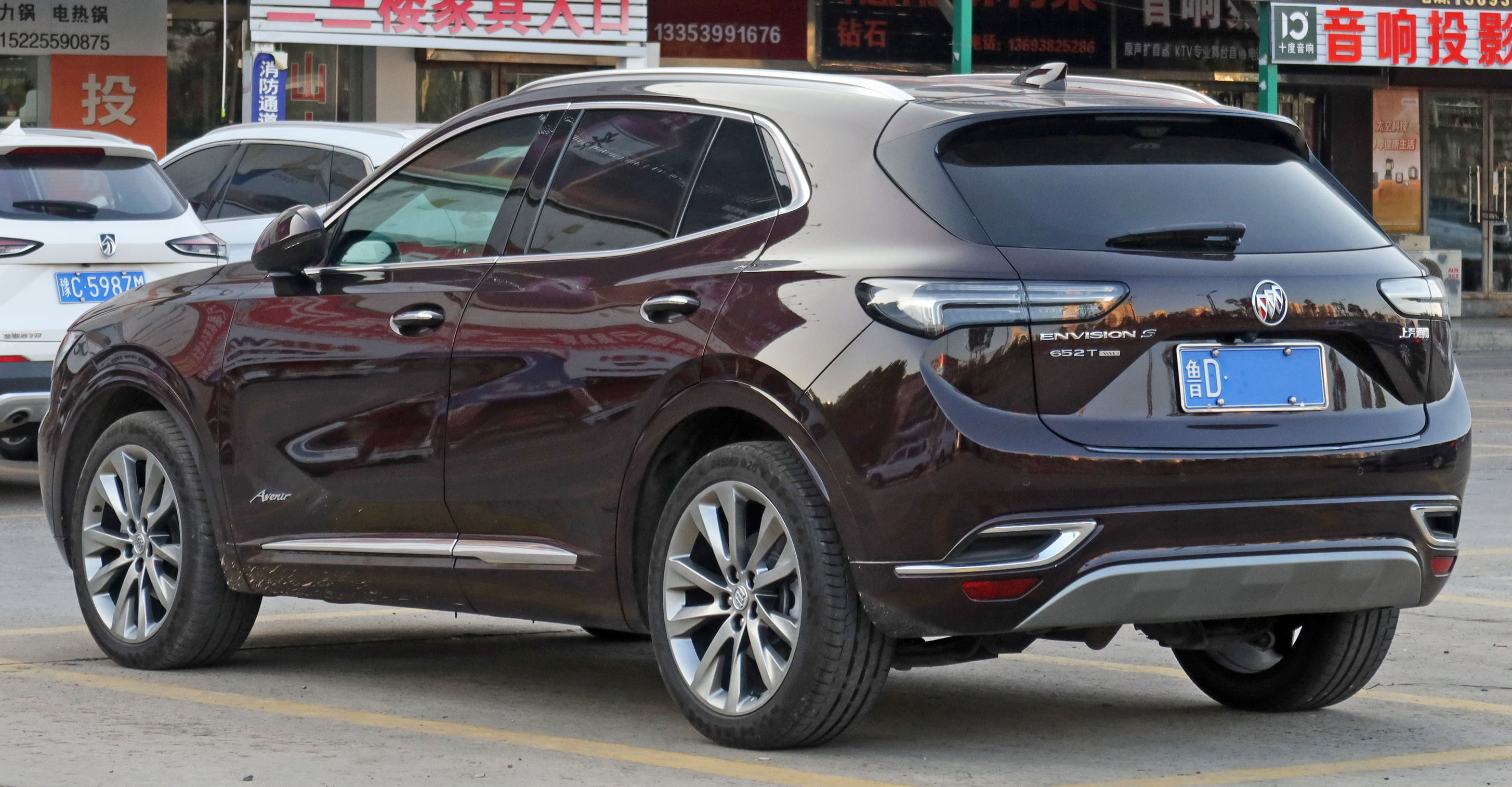
Heckansicht

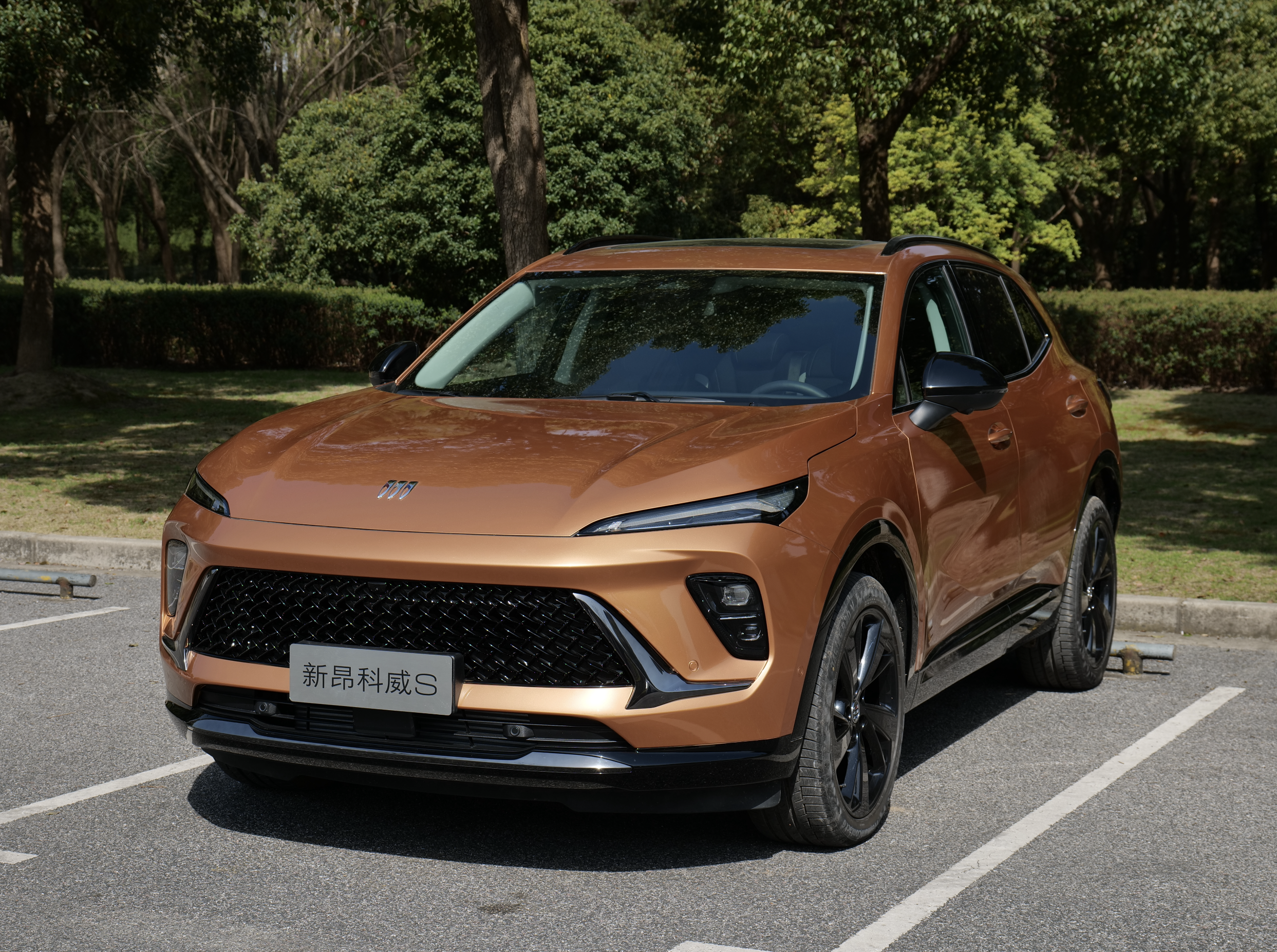
Buick Envision S (seit 2024)

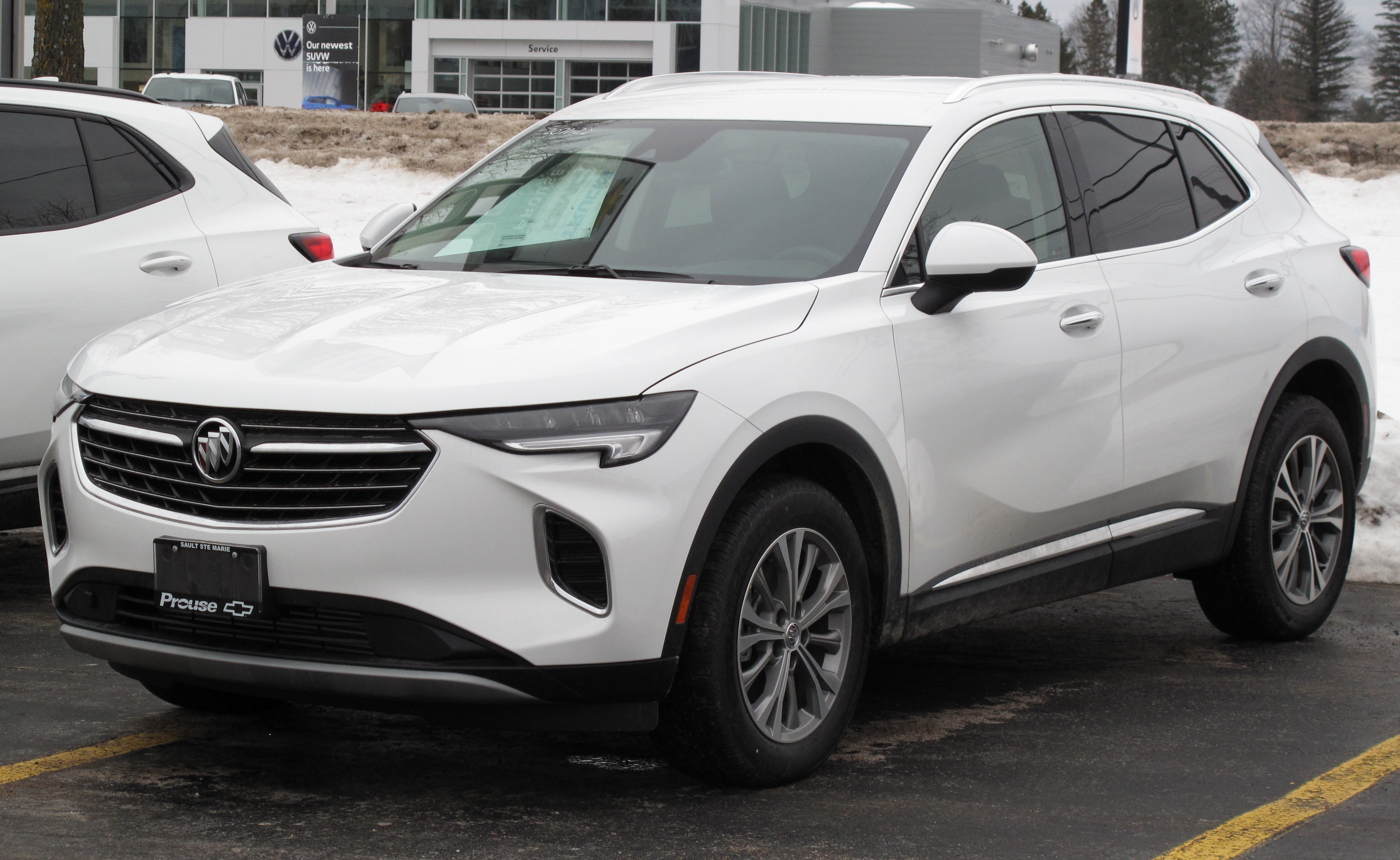
Buick Envision (2021–2024)

Der Buick Envision S ist ein Sport Utility Vehicle der US-amerikanischen Automobilmarke Buick bzw. der chinesischen Automarke Buick. Es wird seit 2020 bei SAIC General Motors in Yantai produziert.

## Modellgeschichte
Im Juni 2020 wurde das Fahrzeug offiziell in China vorgestellt. Seit Ende Juli 2020 wird es dort – zunächst noch parallel zum 2014 eingeführten Buick Envision – verkauft. Das Fahrzeug ist auch in Nordamerika erhältlich. Diese Version wurde bereits im Mai 2020 vorgestellt, kam aber erst im Januar 2021 in den Handel. Dort wird es als Buick Envision vermarktet. Eine umfangreich überarbeitete Version des Envision S debütierte im Mai 2023. Sie kam im März 2024 in China in den Handel. Das Modell basiert wie der Cadillac XT4 auf der GM-Plattform E2XX.
Auf der Shanghai Auto Show präsentierte Buick im April 2021 mit dem Envision Plus ein bis zu siebensitziges SUV auf Basis des Envision S.

## Technische Daten
In China wurde der Envision S von einem aufgeladenen 2,0-Liter-Ottomotor mit 174 kW (237 PS) angetrieben. Im Oktober 2021 folgte ein aufgeladener 1,5-Liter-Ottomotor mit 155 kW (211 PS). Serienmäßig hat die Baureihe Vorderradantrieb, gegen Aufpreis ist für den 2,0-Liter Allradantrieb verfügbar. Die höchste Ausstattungsvariante Avenir ist nur mit Allradantrieb erhältlich.
|                                            | 552T 48V                   | 652T                          | 652 48V                       |
| ------------------------------------------ | -------------------------- | ----------------------------- | ----------------------------- |
| Bauzeitraum                                | seit 10/2021               | 07/2020–09/2021               | seit 09/2021                  |
| Markt                                      | China                      | China                         | China                         |
| Motorkenndaten                             |                            |                               |                               |
| Motorart                                   | Ottomotor                  | Ottomotor                     | Ottomotor                     |
| Motorbauart                                | Reihen-Vierzylinder        | Reihen-Vierzylinder           | Reihen-Vierzylinder           |
| Motoraufladung                             | Turbolader                 | Turbolader                    | Turbolader                    |
| Hubraum                                    | 1498 cm³                   | 1998 cm³                      | 1998 cm³                      |
| max. Leistung bei min−1                    | 155 kW (211 PS) / 5500     | 174 kW (237 PS) / 5000        | 174 kW (237 PS) / 5000        |
| max. Drehmoment bei min−1                  | 270 Nm / 1750–4500         | 350 Nm / 1500–4000            | 350 Nm / 1500–4000            |
| Kraftübertragung                           |                            |                               |                               |
| Antrieb, serienmäßig                       | Vorderradantrieb           | Vorderradantrieb              | Vorderradantrieb              |
| Antrieb, optional                          | —                          | (Allradantrieb)               | (Allradantrieb)               |
| Getriebe                                   | 9-Stufen-Automatikgetriebe | 9-Stufen-Automatikgetriebe    | 9-Stufen-Automatikgetriebe    |
| Messwerte                                  |                            |                               |                               |
| Höchstgeschwindigkeit                      | 205 km/h                   | 210 km/h (210 km/h)           | 210 km/h (210 km/h)           |
| Beschleunigung, 0–100 km/h                 | 8,4 s                      | 7,5 s (7,8 s)                 | 7,7 s (8,0 s)                 |
| Kraftstoffverbrauch auf 100 km, kombiniert | 7,2 l Super                | 7,2 l Super (7,5–7,8 l Super) | 7,3–7,4 l Super (7,7 l Super) |
| Tankinhalt                                 | 60 l                       | 60 l (62 l)                   | 60 l (62 l)                   |

- Werte in runden Klammern gelten für Fahrzeuge mit optionalem Antrieb.